# Nelliston
Nelliston es una villa ubicada en el condado de Montgomery en el estado estadounidense de Nueva York. En el año 2000 tenía una población de 622 habitantes y una densidad poblacional de 218.1 personas por km².

## Geografía
Nelliston se encuentra ubicada en las coordenadas 42°56′1″N 74°36′49″O / 42.93361, -74.61361.

## Demografía
Según la Oficina del Censo en 2000 los ingresos medios por hogar en la localidad eran de $31,544, y los ingresos medios por familia eran $35,875. Los hombres tenían unos ingresos medios de $26,500 frente a los $20,375 para las mujeres. La renta per cápita para la localidad era de $15,002. Alrededor del 9.8% de la población estaban por debajo del umbral de pobreza.